# كرانك: فولت عالي (فلم)
كرانك: فولت عالي (بالإنجليزية: Crank: High Voltage) هو فيلم أكشن وكوميديا سوداء تم إنتاجه في الولايات المتحدة وصدر سنة 2009 بطولة جايسون ستاثام وإيمي سمارت وهو الجزء الثاني من سلسلة أفلام «كرانك».

## القصة
يبدأ الفيلم من حيث انتهى الجزء الأول بسقوط (تشيف) من طائرة، ليفيق وسط مجموعة من الآسيويين، ويكتشف أنه قد أجريت له جراحة، وانتُزع قلبه، وتمت زراعة قلب صناعي مكانه. يهرب (تشيف) ويتصل بصديقه جراح القلب (دوك مايلز)، ويعرف منه أن القلب الصناعي لن يستمر في العمل إلا ساعة واحدة فقط. يبدأ في رحلة لاهثة للعثور على طريقة يستعيد بها قلبه المسروق قبل أن تنتهي حياته، وخلال رحلته تتغير الكثير من مفاهيمه وقناعاته، يقاتل (تشيف) من أجل هزيمة الوقت، وإنقاذ نفسه من الموت.

## الميزانية والإيرادات
كلف الفيلم 20 مليون دولار و حقق ارباح تقدر بـ 34.6 مليون دولار.

## روابط خارجية
- مقالات تستعمل روابط فنية بلا صلة مع ويكي بيانات